# 自主招生
自主招生是中国高等教育招生改革扩大高校自主权的重要措施，指中国大陆高校可以自行命题进行招生，区别于高考统一录取。自主招生选拔由高校自行组织，一般由笔试、面试两部分组成。于2020年起停止实行“自主选拔录取改革试点”，改为强基计划。高职专科依法自主招生改革试点仍予以保留。

## 类型
自主招生的类型分为“自主选拔录取改革试点”（面向报考著名重点大学的考生）、“深化自主选拔录取改革试验”（面向报考复旦、上海交大的苏浙沪考生）和“高职专科依法自主招生改革试点”（面向报考专科、高职层次高等院校的考生）三种。

### 深化自主选拔录取改革试验
2007年起，上海地区（之后逐渐扩大到长三角两省一市）的一部分考生通过复旦大学、上海交通大学等大学的自主招生选拔后，即被预录取，虽然仍要参加高考，但成绩仅作参考。另一点与“自主选拔录取改革试点”不同之处是获得预录取资格的考生在签约后将自动失去填写高考志愿的权利，因此不可能再被其它中国内地的高校录取。目前全国仅复旦大学和上海交通大学两所学校经教育部批准可以进行“深化自主选拔录取改革试验”。

### 高职专科依法自主招生改革试点
“高职专科依法自主招生改革试点”指的是考生参加北京、上海等地的高职专科层次的高等院校的自主招生测试。如果合格，将会直接被录取，不用再参加高考。

## 现状

### 概况
2008年中国大陆有68所普通高校进行自主招生（不含高职专科依法自主招生试点）。
2010年中国大陆有76所普通高校进行自主招生。
截至2013年11月7日，中国大陆有109所高校自主招生。
2008年中国大陆高校中浙江大学、北京大学、武汉理工大学、清华大学、华中科技大学的自主招生规模较大，人数在800~1300之间不等。
2015年中国大陆有92所普通高校进行自主招生，并取消了四大联盟，最终录取在高考之后。
2019年有90所高校有自主招生资格，其中清华大学、山东大学、吉林大学、中南大学取消了文科招生计划，全国中学生奥林匹克竞赛的省赛区一等奖成为标配。
2020年起，教育部不再组织开展高校自主招生工作，推出“强基计划”。

### 高校结盟
- 高水平大学自主选拔学业能力测试

2010年，以清华大学为首的五所著名高校通过“五校联考”模式对报考五所学校的考生进行联合测试。2011年，联盟发展为七所高校，包括清华大学、上海交通大学、南京大学、浙江大学、中国科学技术大学、中国人民大学和西安交通大学。2013年年末，受到自招贪腐丑闻影响，中国人民大学暂停了2014年的自主招生计划，联盟缩小为六所高校。
- 综合性大学自主选拔录取联合考试

2011年，以北京大学为首的十三所著名高校也开始以联考形式进行自主招生。联盟于2010年11月21日成立，最初的成员为北京大学、复旦大学、北京师范大学、北京航空航天大学、南开大学、厦门大学和位于香港特别行政区的香港大学。2010年11月25日，中山大学、武汉大学、华中科技大学、四川大学、山东大学、兰州大学宣布加入，该集团因此扩张为13所著名高校。2012年，复旦、南开宣布退出该集团。
- 卓越人才培养合作高校联盟（卓越联考）

2010年11月25日，在同济大学和天津大学的牵头下，同济大学、天津大学、北京理工大学、大连理工大学、东南大学、哈尔滨工业大学、华南理工大学、西北工业大学也签署了《卓越人才培养合作框架协议》，决定从2011年开始进行自主招生联考，11月30日重庆大学也加入了这一联盟。成员校的一个明显的特点是以工科见长。
- “五校联盟”（北京地区五所特色高校自主招生联考）

除了上述三大联盟，北京化工大学、北京林业大学、北京邮电大学、北京交通大学、北京科技大学等五校也结成了联考同盟。

### 时间安排
2012年高水平大学自主选拔学业能力测试和综合性大学自主选拔录取联合考试的笔试时间均为2月11日，而卓越联盟为2月12日。2013年三者考试笔试时间均为3月16日。

## 批评
由于各个联盟考试时间可能冲突，使得考生对于学校的选择受到限制，被一些人认为是中国高校派系斗争的延续。也有人认为，这样的联考模式无法帮助高校按照自己独特的标准选拔优秀学生，与原先自主招生的初衷背道而驰。一些高校的招生办公室主任甚至坦言，加入联盟仅仅是为了避免被“边缘化”。
此外，亦有人指出，自主招生制度对农村学生不公平，农村学生缺少被自主招生的机会，农村学生更难得到自主招生的信息，远赴外地参加考试的成本，让农村学生难以承担，面试对农村学生也极其不利。通过自主招生进入大学的农村考生人数远低于城市考生。2010年北京大学颁布的自主招生新政“校长推荐制”学校名单中，没有一所高中在农村地区。农村考生在自主招生制度下，常常是处于劣势的一方。国家教育本应该向农村地区倾斜的，自主招生制度所带来的政策的不公平反而越来越多，只会加大教育的城乡差距。
一些高校在招生标准设定、自主选拔环节，缺乏有力监督，为权力运作留下了活动空间。以极富“弹性”的人才评价标准定取舍；通过“权钱交易”，以“特长生”的名义，大幅降分录取高考低分考生；在艺术、体育等特长生材料方面弄虚作假，骗取“自主招生”资格。这些现象导致高校招生“逆向淘汰”，严重损害招考公平，也败坏自主招生的声誉。如2013年中国人民大学自主招生腐败案。